# 埃斯塔勒
埃斯塔勒（法語：Herstal，法語發音：[ɛʁstal] ⓘ）是比利时瓦隆大区列日省列日區的一座城市，通行法语，是比利时法语社群的一部分，人口39,958人（2018年）。
這裡曾是查理曼出生的地方，现在则以著名兵工廠“埃斯塔勒国营工厂”（Fabrique Nationale，FN）出名。

## 人物
- 丕平二世：法蘭克王國宮相（635年或640年─714年）
- 查理·馬特：法蘭克王國宮相（686年或640年─741年）
- 查理曼：法蘭克王國國王（742年或747年─814年）
- 約翰·白朗寧：美國輕武器設計家，獲得了埃斯塔勒國營工廠的協助以生產槍枝。